# Dancing Machine
Dancing Machine je osmi album slovenskega skladatelja Boruta Kržišnika. Izdan je bil pri britanski založbi Claudio Records (Peacehaven, UK) leta 2020. Album je sestavljen iz devetih skladb, ki naslavljajo novo veliko poglavje v človeški zgodovini - informacijsko revolucijo.

## Seznam skladb
| Borut Kržišnik: Dancing Machine | Borut Kržišnik: Dancing Machine | Borut Kržišnik: Dancing Machine |
| Št.                             | Naslov                          | Dolžina                         |
| ------------------------------- | ------------------------------- | ------------------------------- |
| 1.                              | „Thought Collider‟              | 5:41                            |
| 2.                              | „Dancing Machine‟               | 5:15                            |
| 3.                              | „Hypnotized Society‟            | 5:51                            |
| 4.                              | „Rage‟                          | 5:57                            |
| 5.                              | „Algorithm of Faith‟            | 5:00                            |
| 6.                              | „Real Illusions‟                | 6:33                            |
| 7.                              | „Who Can Tell?‟                 | 4:49                            |
| 8.                              | „Capricious Electrons‟          | 5:39                            |
| 9.                              | „Ignorant Bytes‟                | 7:25                            |

## Kolofon
Zasedba:
- Borut Kržišnik – virtualni orkester

Avtorske navedbe:
- Skladatelj in producent: Borut Kržišnik
- Umetniška svetovalka: Aleksandra Rekar
- Posneto in mešano v P.N. studijih, Ljubljana, 2019
- Tonski mojster: Bac Kajuh
- Mastering: Colin Attwell
- Oblikovanje: TBT design
- Podoba robota: Almacan

Založba:
Claudio Records Ltd., BN10 8PU England, © 2020 Claudio Records Ltd., www.claudiorecords.com